# Битка за Кенигзберг
Битка за Кенигзберг је била последња битка Источно-пруске офанзиве током Другог светског рата. Током четири дана жестоких градских борби, совјетске снаге су освојиле град Кенигзберг.

## Почетак: Источно-пруска офанзива
Источно-пруску офанзиву је испланирала совјетска Ставка, како би спречила бочне нападе на армије које јуришају према Берлину. У Источној Пруској се налазила значајна количина снага које су могле да се искористе за ове сврхе. Због овога је Стаљин наредио маршалу Константину Рокосовском да уништи армије које су се налазиле у овој области.
Дана 13. јануара, 1945, готово 1.500.000 војника, уз подршку неколико хиљада тенкова и авиона је ушло у Источну Пруску, која је била претворена у велику мрежу утврђења, одбрамбених линија и минских поља. На почетку, офанзива замало није пропала. Снаге Црвене армије су напредовале само 1,5 km првог дана, кроз само три одбрамбене линије. За пет дана, уз велике губитке, совјетске снаге су напредовале само 20 km, али још нису успеле да разбију немачке линије.
Па ипак, након што су брзо превазишле почетне тешкоће, совјетске снаге су ухватиле темпо, и 24. јануара су достигле обале Кенигзбершког залива (део Балтичког мора), одсекавши немачке снаге у Источној Пруској од директне везе са Немачком, па су Немци били приморани да опкољене снаге снабдевају морским путем. Ове снаге, сада под називом Група армија Центар, су даљим совјетским нападима сабијене у џеп око Кенигзберга и на суседно полуострво Самбија.
До краја јануара 1945, 3. белоруски фронт је опколио Кенигзберг са копнене стране, сузивши везу са Самбијом на луку Пилау, и заробивши немачку 3. оклопну армију и око 200.000 цивила у граду. Следовања за цивиле су била толико слаба да су они имали три алтернативе:
1. Остати у граду и умрети од глади - следовања су током опсаде пала на 180 грама хлеба дневно
2. Прећи линије фронта, и ставити се на милост Совјетима
3. Прећи преко залеђеног залива у Пилау и надати се да ће наћи место на броду за евакуацију

Стотине су одлучиле да пређу линију фронта, али око 2.000 жена и деце дневно су прелазили пешке преко леда до Пилауа. По повратку из посете Берлину, Ерих Кох, гаулајтер (партијски вођа) Кенигзберга одлучио је да остане у релативној безбедности Пилауа и да организуе евакуацију, уместо да се врати у Кенигзберг. Први брод за евакуацију из Пилауа са 1.800 цивила и 1.200 рањеника је стигао на одредиште 29. јануара.
Током фебруара су трајале очајничке борбе док су Немци покушавали да одрже уску везу између Кенингзберга и Самбије. У одређеном периоду, совјетске снаге су биле успешне у сужавању везе, и потпуном одсецању града. Међутим, 19. фебруара, 3. оклопна армија и 4. армија су у нападу из правца Пилауа успеле да отворе коридор од Кенингзберга до Пилауа.
Са заробљеним совјетским тенком Т-34 напред, овај напад је предводила 1. пешадијска дивизија из Кенигзберга, у намери да се повеже са XXVIII корпусом генерала Ханса Голника, који је држао делове полуострва Самбија, укључујући кључну луку, Пилау. Освојивши град Метгетен, ова јединица је отворила пут 5. панцер дивизији да се споји са Голниковим снагама близу града Шилуте наредног дана. Ова акција је учврстила немачку одбрану области до априла, и поново отворила копнени пут од Кенингзберга до Пилауа, што је омогућило дотур намирница бродовима и евакуацију рањених и избеглица. Ова битка која је трајала месец дана се понекад назива Првом опсадом Кенигзберга.
У марту се ситуација стабилизовала - до тада се линија фронта померила на стотине километара на запад, па заузимање града више није представљало висок приоритет за Совјете. Па ипак, гарнизон је био нетакнут, и није показивао намеру да се преда. На крају је совјетска команда одлучила да заузме град.

## Припреме за напад
Напад на Кенигзберг није представљао лак задатак. Унутар града је било војника за пет потпуно попуњених дивизија, укупно 130.000 људи, заједно са импресивним одбрамбеним позицијама. Немци су још увек држали узак коридор који је град спајао са суседним немачким џепом на полуострву Самбија. За освајање града је било неопходно да се овај коридор сузбије. Очекивано је да немачке снаге на полуострву, такозвана Самбијска група, изводе контранападе како би штитиле коридор.
Кенигзберг је по Винстону Черчилу представљао „модернизовану снажно брањену тврђаву“. Три концентрична прстена утврђења су окруживала град. Како би разбила овако снажну одбрану, совјетска команда је планирала да се у великој мери користи подршка авијације и артиљерије, која је имала густину од чак 250 топова у неким областима. Немачке трупе су такође биле изложене пропаганди, која је објашњавала да је њихов отпор узалудан, да је линија фронта далеко иза њих, да су заробљени у џепу, и да би било најбоље да се предају. Међутим ова пропаганда је имала мало или нимало ефекта.
Након четири дана припремног артиљеријског бомбардовања, напад је почео 6. априла, 1945. Напад је планиран као звездолик, са снагама које би нападале из разних праваца, и среле се у центру града, одвојивши преостале браниоце у изоловане групе, неспособне за међусобну подршку. Била су два главна фронта: Северни (који су држале 39. и 43. армија (који је укључивао 208. стрељачку дивизију)) и Јужни (11. гардијска армија). 50. армија је била стационирана на североисточном делу фронта, али је њено учешће у операцији било ограничено.

## Напад

### Први дан: 6. април 1945.
На јужном делу фронта, напад је почео у зору снажном артиљеријском ватром, која је трајала три сата, и била праћена првим таласом напада. Совјетске стрељачке дивизије су брзо пробиле прву линију одбране, јер су њени браниоци били у великом броју избачени из строја, а остатак је био деморалисан током неколико дана интензивног бомбардовања. До поднева су водећи совјетски пукови стигли до друге одбрамбене линије, где је њихово напредовање заустављено услед јачег отпора. Ово је приморало совјетску команду да употреби резервне снаге. Три сата касније, друга линија одбране је пробијена у неколико тачака.
Посебно жестоке борбе су се водиле у близини тврђаве #8. Ова тврђава је изграђена крајем 19. века, а касније је модернизована. Имала је дебеле зидове, значајну ватрену моћ, и била је окружена дубоким јарком, што је фронтални напад чинило готово немогућим. Упркос јакој артиљеријској ватри, њени браниоци су спречили све покушаје приласка зидинама. Тек увече су совјетске снаге успеле да дођу до јарка, и експлозивом покушају да пробију зидине.
На главној оси напада на северу, напад је почео у исто време. До поднева је прва линија одбране пала, а друга линија је била жестоко уздрмана на неколико места. Међутим поподне је напредак постајао све спорији, посебно на десном крилу, јер су немачке снаге стациониране у западним предграђима (такозвана Самбијска група) покушале неколико бочних напада.
Тврђава #5, за коју се сматрало да је најбоља утврда у Кенигзбергу, пружила је снажан отпор. Суочени са таквом ситуацијом, совјетски командири су одлучили да је опколе и оставе у позадини, оставивши позадинским снагама време да припреме нови напад.
Увече се битка примирила, омогућивши обема странама да учврсте своје линије, прегрупишу снаге, и доведу резерве на борбене линије. Резултати током овог дана су били мешовити, јер совјетски напад није напредовао према очекивањима. Међутим, и одбрана града, и морал бранилаца су били значајно уздрмани, и војници, укључујући и официре су почели периодично да се предају.
Током првог дана напада, лоше време је спречило совјетске снаге да користе прецизно бомбардовање са задовољавајућим ефектима. Осим тога, чак иако је био утврђен, терен који су Совјети освојили током првог дана није био густо насељен као центар града, што је умањило проблеме повезане са урбаним ратовањем.

### Други дан: 7. април 1945.
Немачке снаге су током ноћи покушале неколико контранапада, користећи последње резерве. Упркос жестоким покушајима и великим губицима на обе стране, контранапади су одбијени. Највеће борбе су се још увек одвијале на делу фронта према Самбијској групи, где је покушано десетак таквих контранапада.
Бољи временски услови су омогућили Црвеној армији да успешније користи дневно светло за прецизна бомбардовања. Неколико стотина бомбардера из 1, 3, и 15. ваздухопловне армије, уз подршку авијације Балтичке флоте је бомбардовало центар града и мостобране Самбијске групе.
У међувремену, утврђење #8, које су блокирале совјетске снаге је још увек представљало џеп отпора. Након неколико безуспешних напада, Совјети су развили лукавији план. Користећи димне завесе да прикрију своје напредовање, и бацаче пламена да ослабе одбрану, неколико стотина војника је успело да пређе јарак и уђе у тврђаву, где су почеле огорчене борбе прса у прса. Када је спољашња одбрана ослабљена, отпочео је масовни фронтални напад. Коначно, напад је успео, и остатак гарнизона се предао.
Током другог дана, 11. гардијска армија је покушавала да избије на реку Прегољу и елиминише сав отпор на јужној страни. Међутим, њен напредак је успорен у централној зони града, где су се дословно водиле борбе за сваку зграду. Изразито жестоки окршаји су вођени на главној железничкој станици и њеним перонима, где је готово сваки вагон претворен у бојиште, а Совјети су морали да користе подршку тенкова и артиљерије да би подржали напредовање, уз губитке. Тек увече је ова територија у потпуности неутрализована, што је омогућило нападачима да приђу трећем, унутрашњем прстену одбране, који је чувао улаз у сам центар града.
На северу, утврђење #5 се такође показало као јака тачка отпора. Совјетски војници су коначно успели да поставе експлозив код темеља зидина и пробију их, што је омогућило директни напад. Као и код напада на утврђење #8, отпочеле су жестоке борбе прса у прса унутар утврђења. Ове борбе су трајале целу ноћ, преставши тек ујутро кад су се последњи немачки војници предали.
Крајем дана, видевши да је даљи отпор бесмислен, генерал Ото Лаш је радиом позвао Хитлеров штаб, и затражио дозволу да се преда. Хитлеров одговор је био борите се до последњег војника.

### Трећи дан: 8. април 1945.
Једанаеста гардијска армија је током ноћи прешла Прегољу, и упркос непријатељској ватри до зоре је успоставила мостобран на супротној обали. Наставивши напредовање ка северу, повезала се са трупама које су нападале са севера, чиме је опкољавање комплетирано, и Самбијска група је одсечена од града.
Поподне је маршал Александар Васиљевски још једном позвао браниоце да се предају. Ова понуда је одбијена, а немачке снаге су покушале да се пробију из нападнутог обруча у коме су се налазиле узвраћајући нападом како из центра града, тако и из Самбијског мостобрана. Самбијска страна је успела да напредује неколико километара пре него што је заустављена. Мада је планиран нови напад, услед недостатка противваздушне одбране, совјетски авиони Иљушин Ил-2 су побили велики број војника. Током овог похода, совјетска авијација се показала врло ефикасном.
До краја дана је било јасно да би сваки покушај Самбијске групе да се пробије из обруча био бесмислен. Међутим, совјетска победа још није била близу, јер је скоро 40.000 војника још било у граду.

### Четврти дан: 9. април 1945.
Током последњег дана битке, опкољени немачки војници су преплављени, а координација одбране се распала. Готово потпуно поражени, и свесни чињенице да је сваки даљи отпор без сврхе, Ото фон Лаш је на своју руку одлучио да пошаље емисаре да преговарају о предаји. У 18 часова, емисари су дошли на совјетске линије, и делегација је послата у Лашов бункер. Убрзо након поноћи, предаја је прихваћена.

## Последице
Готово 80% града је уништено, прво бомбардовањем РАФ-а у августу 1944, а затим совјетским гранатирањем у априлу 1945. Скоро сви немачки становници преостали у граду до краја рата, којих се процењује да је било 200.000 (од предратних 316.000), истерани су из града. Много људи је умрло од глади током завршних дана рата и несташица које су уследиле. У овом периоду је дошло до масовних пљачки широм Источне Пруске.
Након рата и трансфера Источне Пруске у Руску СФСР, Кенигзбергу је промењено име у Калињинград, и насељен је углавном руским (и у мањој мери белоруским и украјинским) досељеницима из других делова Совјетског Савеза. Ова територија је данас позната као Калињинградска област.